# پرچم سنگاپور
پرچم سنگاپور برای اولین بار در ۳ دسامبر ۱۹۵۹ به رسمیت شناخته شد. به‌عنوان پرچم غیر نظامی و پرچم استان شناخته می‌شود و همچنین دارای تناسب ۲:۳ می‌باشد. این پرچم دارای نشان ماه و ستاره است.